# الدورة العاشرة للبرلمان الأوروبي
تم انتخاب الدورة العاشرة من البرلمان الأوروبي خلال انتخابات عام 2024 ومن المقرر أن يظل في حالة انعقاد حتى انتخابات عام 2029 المقبلة.

## الكتل والأحزاب السياسية
| الكتل السياسية والأحزاب السياسية الأوروبي المرتبطة بها | الكتل السياسية والأحزاب السياسية الأوروبي المرتبطة بها | الكتل السياسية والأحزاب السياسية الأوروبي المرتبطة بها                                                          | عدد الأعضاء |
| ------------------------------------------------------ | ------------------------------------------------------ | --- | ----------- |
|                                                        | EPP                                                    | كتلة حزب الشعب الأوروبي حزب الشعب الأوروبي                                                                      | 188 / 720   |
|                                                        | S&D                                                    | كتلة التحالف التقدمي للاشتراكيين والديمقراطيين حزب الاشتراكيين الأوروبيين                                       | 136 / 720   |
|                                                        | PfE                                                    | وطنيون من أجل أوروبا الوطنيون.eu ‏ الحركة السياسية المسيحية الأوروبية ‏                                           | 86 / 720    |
|                                                        | ECR                                                    | كتلة المحافظون والإصلاحيون الأوروبيون حزب المحافظون والإصلاحيون الأوروبيون ‏ الحركة السياسية المسيحية الأوروبية ‏ | 80 / 720    |
|                                                        | Renew                                                  | كتلة تجديد أوروبا حزب تحالف الليبراليون والديمقراطيون من أجل أوروبا الحزب الديمقراطي الأوروبي ‏                  | 75 / 720    |
|                                                        | Greens/EFA                                             | كتلة الخضر/التحالف الأوروبي الحر الحزب الأخضر الأوروبي التحالف الأوروبي الحر                                    | 53 / 720    |
|                                                        | The Left                                               | كتلة اليسار المتحد الأوروبي-اليسار الأخضر النوردي حزب اليسار الأوروبي                                           | 46 / 720    |
|                                                        | ESN                                                    | مجموعة أوروبا للدول ذات السيادة ‏ حزب أوروبا الدول ذات السيادة ‏                                                  | 25 / 720    |
|                                                        | NI                                                     | أعضاء غير مرتبطين                                                                                               | 30 / 720    |
|                                                        | شاغر                                                   | شاغر | 1 / 720     |